# Èze
Èze (cuyo nombre originario en italiano es Eza) es una población y comuna francesa, situada en el antiguo Condado de Niza, actual departamento de Alpes Marítimos y en la región de Provenza-Alpes-Costa Azul.

## Demografía
| 1494 | 1792 | 1860 | 2063 | 2446 | 2509 |
| Para los censos de 1962 a 1999 la población legal corresponde a la población sin duplicidades (Fuente: INSEE [Consultar]) |      |      |      |      |      |

## Imágenes

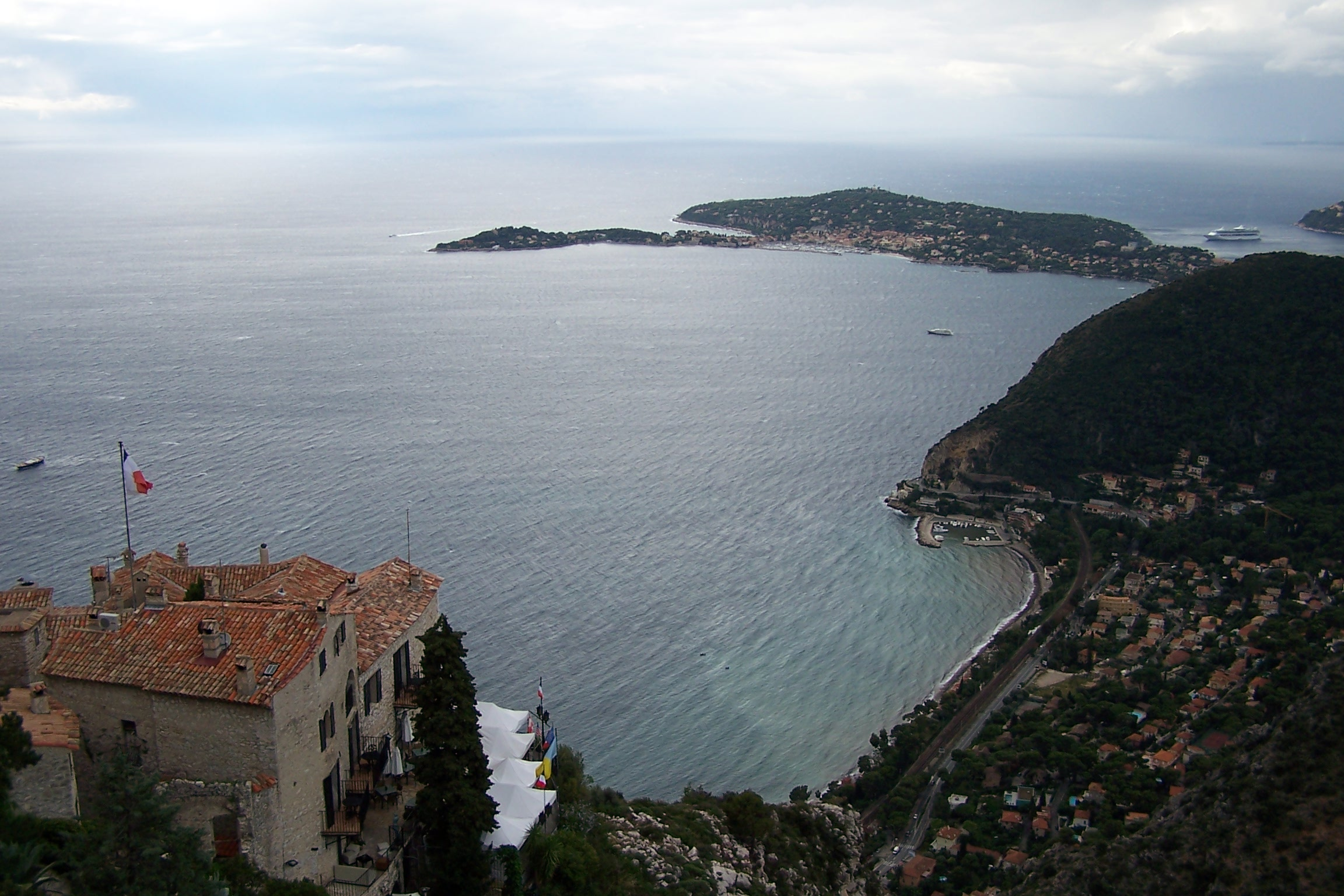
Vista sobre Cap Ferrat
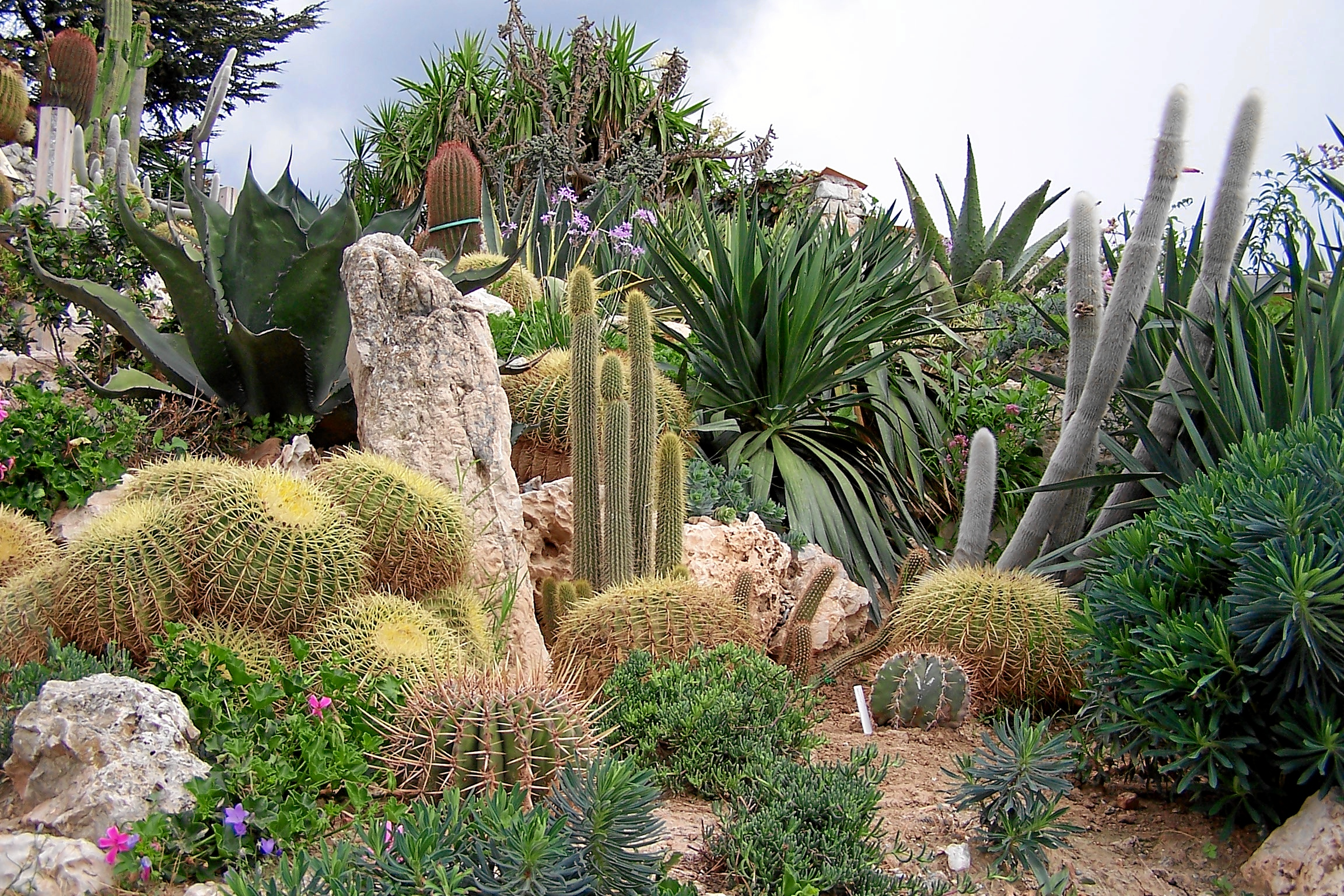
El jardín exótico
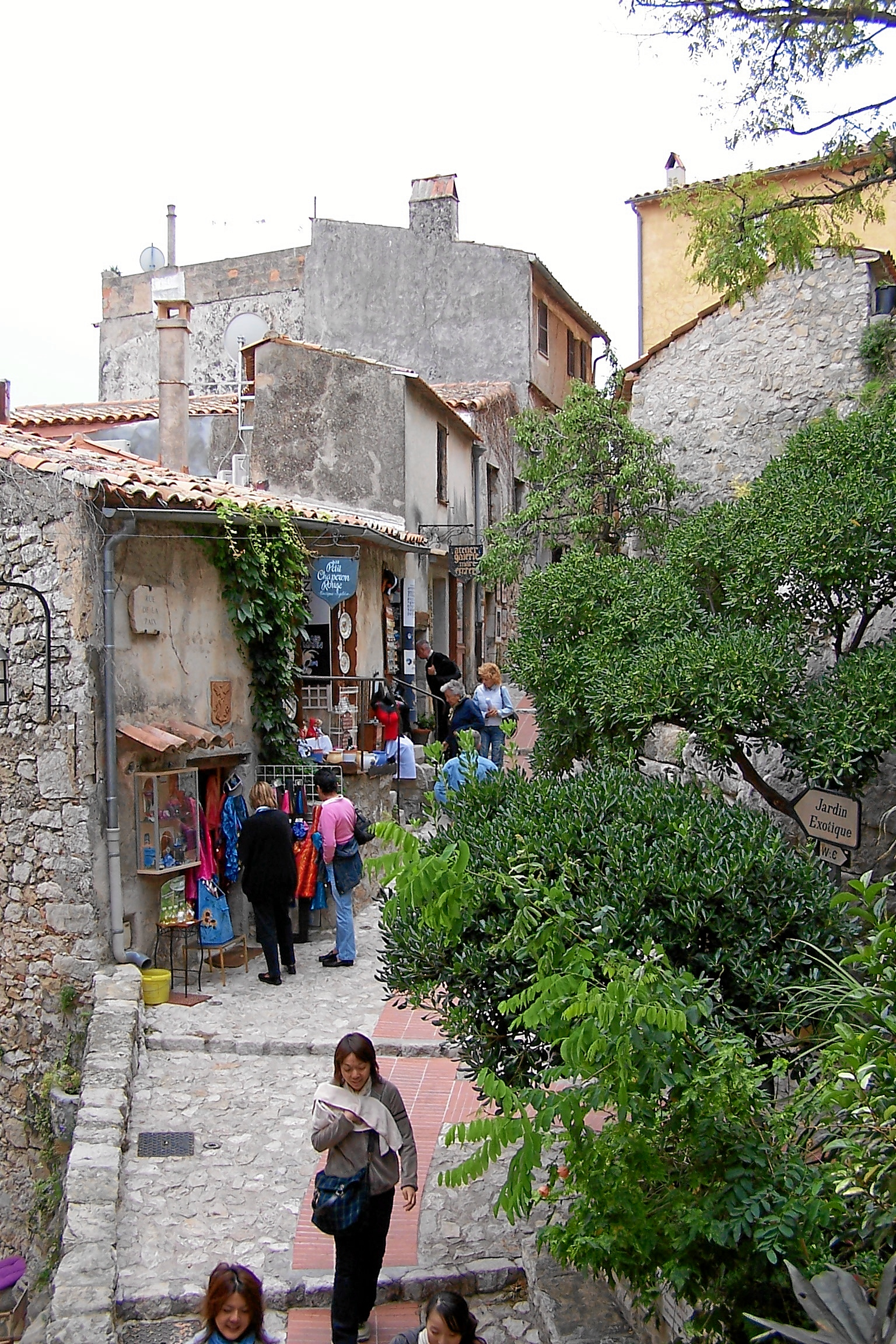
Calle típica
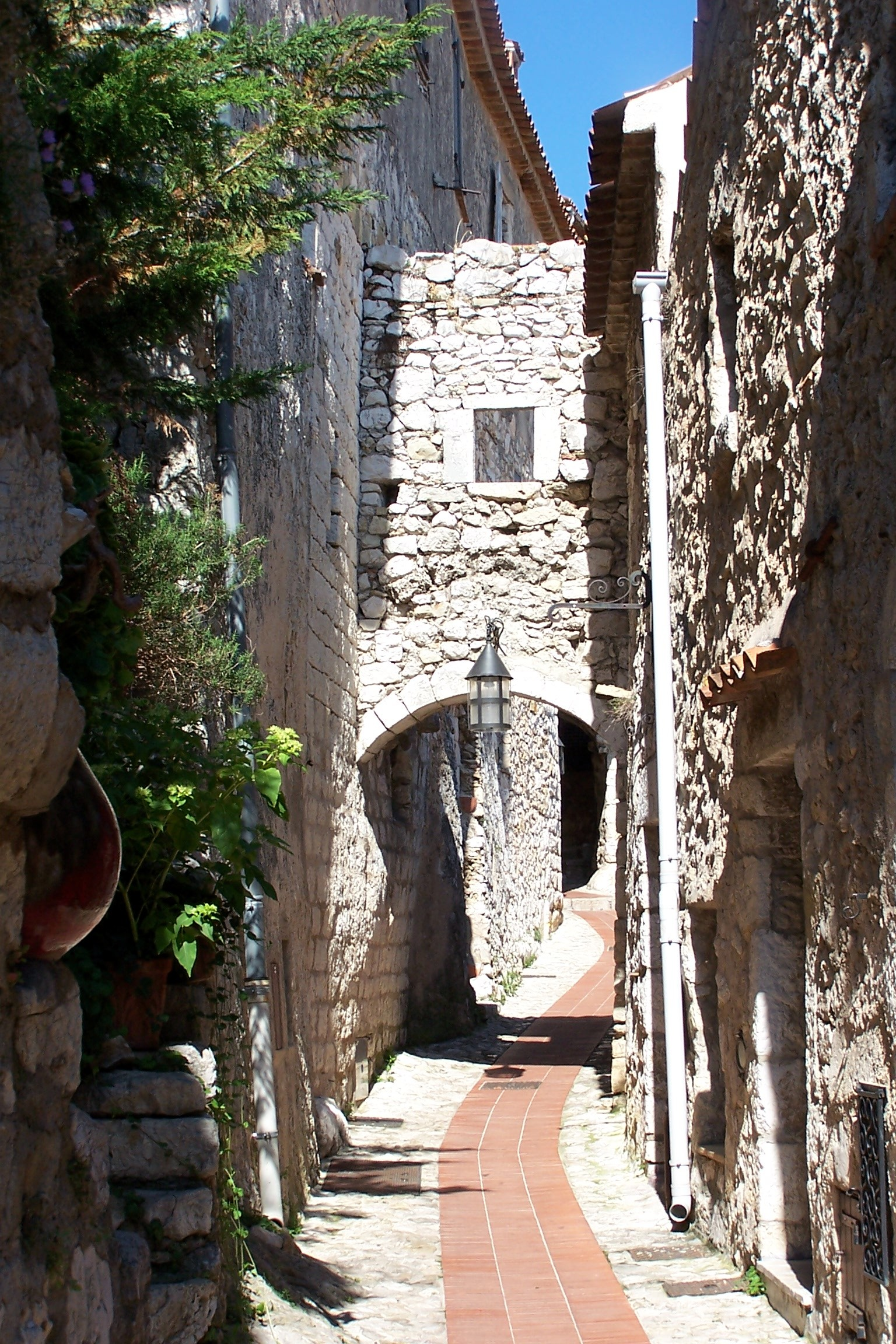
Calle típica
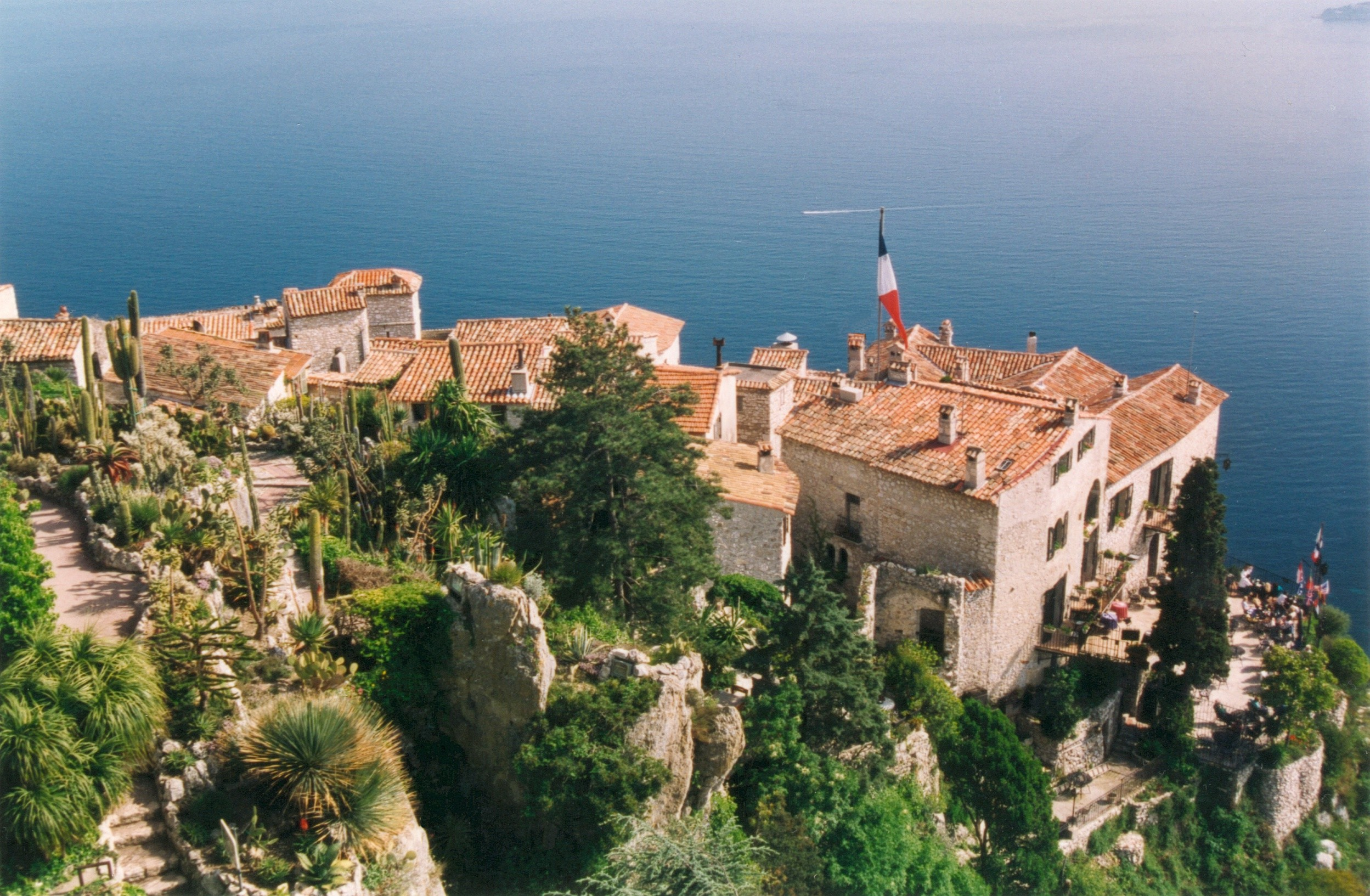
Èze - vista del jardín botánico
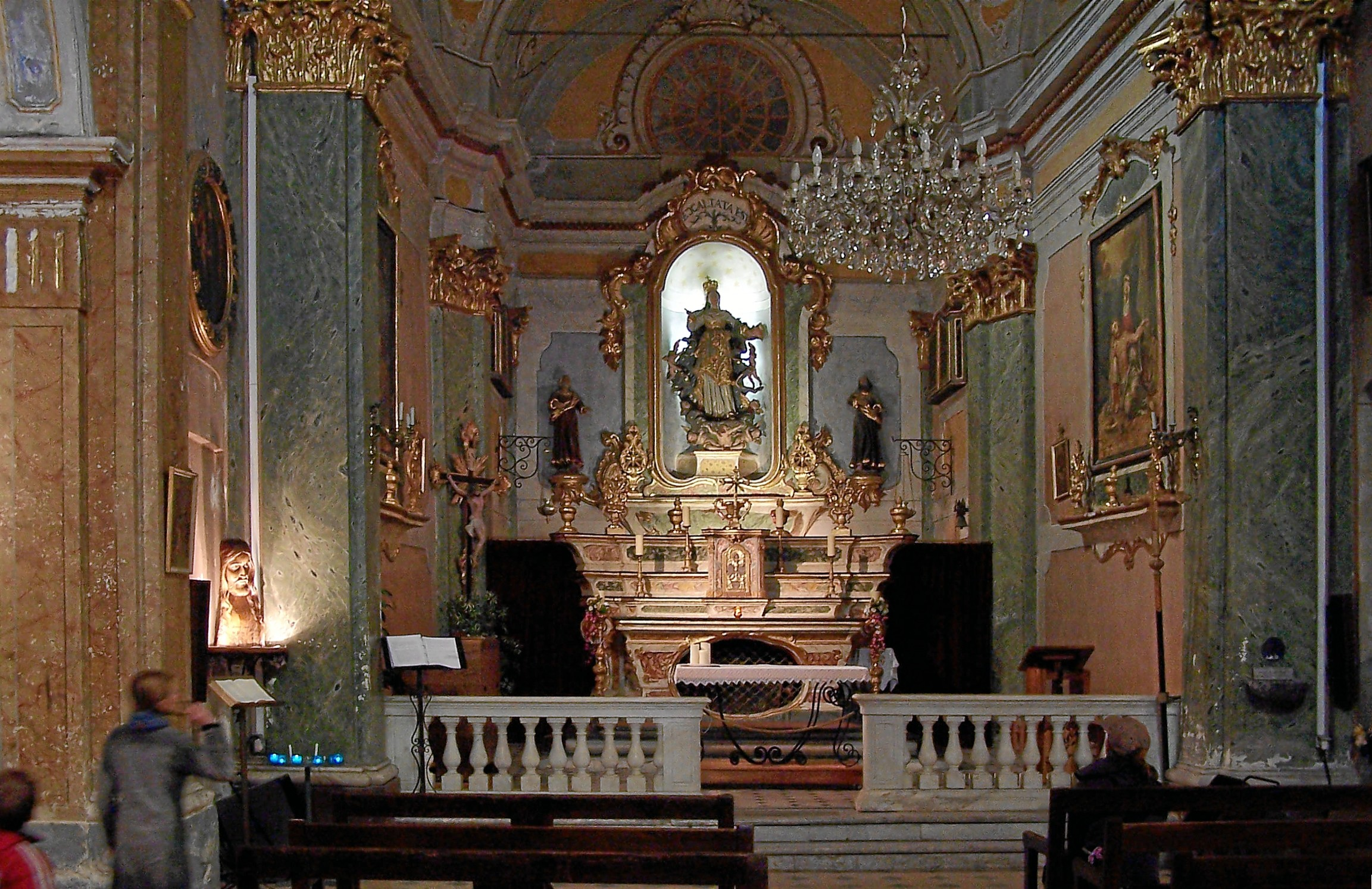
Interior de la iglesia